# Organ państwowy
Organ państwowy – odpowiednio zorganizowana instytucja utworzona na podstawie przepisów prawa, działająca w imieniu i na rzecz państwa przy zastosowaniu środków właściwych dla władzy państwowej.
Organ państwa – osoba bądź zespół ludzi upoważnionych do wykonywania określonych czynności w imieniu państwa. Od organu państwa należy odróżnić urzędy, pełniące funkcje pomocnicze w stosunku do organów państwa (np. minister spraw zagranicznych jest organem państwa, natomiast Ministerstwo Spraw Zagranicznych to urząd).
Organ państwa jest jednym z ważniejszych pojęć używanych w naukach zajmujących się funkcjonowaniem grup społecznych, a także teorii państwa i prawa. Pochodzi od greckiego słowa Όργανον (organon), oznaczającego narzędzie. Organ państwa to organ działający w imieniu państwa i na jego rzecz, utożsamiający się z nim w każdym działaniu publicznym, a więc przez organ państwa należy rozumieć osobę (organ monokratyczny) lub grupę osób (kolegialny), działający na podstawie i w oparciu o właściwe przepisy prawa i utworzony w oparciu o nie (zawarte w aktach ustawowych), zdolny do podejmowania działań władczych oraz charakteryzujący się swoistymi formami działania, wyposażony w odpowiednie cechy organizacyjno-personalne i kompetencyjne.
Jeśli chodzi o pierwszą cechę, to stwierdza się, że organ państwowy to zawsze osoba (lub grupa osób) wyodrębniona na podstawie norm organizacyjnych i stanowiąca część szeroko pojętego aparatu państwowego. Normy prawne muszą określać sposób powoływania i odwoływania, a także założenia dotyczące trybu pracy danego organu. Łączy się z tym potrzeba przydzielenia organowi pewnej grupy osób i środków materialnych, wspomagających jego działalność (czyli urzędu). Od organu państwa należy odróżnić urzędy, pełniące funkcje pomocnicze w stosunku do organów państwa (np. minister spraw zagranicznych jest organem państwa, natomiast Ministerstwo Spraw Zagranicznych to urząd, który stanowi aparat pomocniczy organizacyjno-techniczny, w który organ został wyposażony do prawidłowego wykonywania własnych i powierzonych mu zadań).
Aspekt kompetencyjny dotyczy konieczności określenia zadań danego organu i przyznania mu uprawnień służących realizacji tych zadań. Kompetencja oznacza możliwość dokonywania czynności, które rodzą skutki prawne w postaci konkretnych obowiązków po stronie określonych podmiotów. Szczególny charakter kompetencji organów państwowych polega na tym, że oznaczają one nie tylko uprawnienie organu państwa do podejmowania konkretnych działań; w pewnych sytuacjach normy prawne mogą zobowiązywać do korzystania z kompetencji. Kompetencja może mieć zatem charakter zarówno uprawnienia, jak i równocześnie – obowiązku. W demokratycznym państwie prawnym kompetencje organu państwowego wynikać mogą jedynie z przepisów prawa i muszą znajdować swoją bezpośrednią lub pośrednią legitymację w woli narodu jako suwerena. Organ państwa powinien przy tym mieć zapewnioną możliwość korzystania ze środków o charakterze władczym, wynikających z władzy zwierzchniej państwa (imperium), łącznie z możliwością posłużenia się przymusem państwowym.
Organ państwa ma obowiązek działać na rzecz i w interesie państwa. Możliwość podejmowania działań władczych to również istotna cecha organu państwa. Władzy nie należy utożsamiać tylko z przymusem. W życiu publicznym państwa najbardziej widocznym przejawem działalności organów państwa są decyzje władcze, którymi zarówno są wyrok sądu, decyzja administracyjna, jak i ustawa uchwalona przez sejm czy rozporządzenie ministra.
Decyzję władczą cechują się tym, iż:
1. podejmowane są w sposób sformalizowany,
2. przypisywane są określonemu organowi,
3. są w odpowiedni sposób podawane do wiadomości,
4. mają moc powszechnie obowiązującą.

## Podział
Podział organów państwowych ze względu na:

a) skład liczebny
- jednoosobowe
- wieloosobowe (kolegialne)

b) sposób kreowania
- wybór
- nominacja (mianowanie)
- dziedziczenie
- losowanie
- kooptacja

c) zakres stanowienia prawa
- centralne
- terenowe

d) strukturę wewnętrzną
- złożona
- prosta

e) zakres kompetencji (funkcje)
- ustawodawcze (prawodawcze)
- wykonawcze (administracyjne)
- sądownicze
- kontrolne i ochrony prawa
- prokuratura
- siły zbrojne